# Чрешњице при Церкљах
Чрешњице при Церкљах (словен. Črešnjice pri Cerkljah) је насељено место у општини Брежице, Посавска регија, Словенија.

## Историја
До територијалне реорганизације у Словенији биле су у саставу старе општине Брежице.

## Становништво
У попису становништва из 2011. године, Чрешњице при Церкљах су имале 241 становника.
| Број становника према пописима | Број становника према пописима | Број становника према пописима |
| ------------------------------ | ------------------------------ | ------------------------------ |
| 1991                           | 2002                           | 2011                           |
| 254                            | 232                            | 241                            |

Напомена: До 1953. исказивано под именом Чрешњице.